# Невакет
Невакет — древний город в Кыргызстане, в археологических работах упоминается также как Краснореченское городище, его руины расположены в 30 км от Бишкека в Чуйской долине (село Красная Речка, Ысык-Атинский район). Существовал в VIII—XII веках и являлся перевалочным пунктом на Великом Шёлковом Пути.
Население города составляли согдийцы, тюргеши и карлуки. В городе присутствовали представители крупнейших конфессий того времени: буддисты, мусульмане, христиане, тенгрианцы и зороастрийцы. Примечательным артефактом Невакета является глиняная статуя Будды. Христианская часть невакетцев входила в XII веке в Кашгарскую несторианскую митрополию, а глава её именовался «митрополитом Кашгарским и Невакетским». На развалинах города находили захоронения христиан VII—VIII веков. На груди у одного из погребенных сохранился бронзовый крестик. Известно, что одним из руководителей христианской общины Невакета был знатный тюрк Йарук-тегин.
В Невакете была основана миссионерская школа, откуда проповедники направлялись и по всему Семиречью, и в Великую Степь, и в Китай. Особенную известность получила деятельность несторианского миссионера Субхальешу, посланного непосредственно из Персии. Из Невакета несторианство распространилось в среде кочевых народов, а затем достигло Восточного Туркестана и было принято частью оседлых уйгуров. Одним из соседних торговых поселений был Керминкет.
25 июня 2014 года на заседании Межправительственного комитета Всемирного наследия ЮНЕСКО принято решение о включении в список Всемирного культурного наследия ЮНЕСКО городищ Красная речка (Невакет), Ак-Бешим (Суяб) и Бурана (Баласагун) в рамках транснациональной серийной номинации «Шёлковый путь»: Начальный участок и сеть маршрутов Тянь-Шанского коридора».